# Doliopteryx ecphata
Doliopteryx ecphata är en tvåvingeart som beskrevs av Neal L. Evenhuis 2000. Doliopteryx ecphata ingår i släktet Doliopteryx och familjen svävflugor.
Artens utbredningsområde är Namibia. Inga underarter finns listade i Catalogue of Life.